# Leptacis piniella
Leptacis piniella är en stekelart som beskrevs av Macgown 1979. Leptacis piniella ingår i släktet Leptacis och familjen gallmyggesteklar. Inga underarter finns listade i Catalogue of Life.